# Прокуративе
Прокуративе, званично Трг Републике, је трг у центру Сплита. Налази се уз западне зидине Диоклецијанове палате, изграђене по узору на старију млетачку прокуратију. Позната је и као позорница културних догађања у Сплиту. Већ више од педесет година у Прокуративима се одржава традиционални фестивал забавне музике „Сплит”.

## Историја
Главни покретач изградње трга био је тадашњи градоначелник Сплита од 1865—1880. Антонио Бајамонти, који је својим радом и иницијативом претворио Сплит из малог запуштеног провинцијског града у мали модерни европски град. Он је и покретач иницијативе за оснивање Далматинске задруге која је требала да се бави финансијском страном реализације његових пројеката и визија.

## Изградња

### 1859—1867.
Прва зграда подигнута на тадашњој Мармонтовој пољани био је Театро Бајамонти изграђен за пет месеци, а свечано отворен 27. новембра 1859. То велико позориште са 1300 седишта је изграђено по нацртима венецијанског архитекте и конзерватора Ђанбатисте Медуне, уз сарадњу Михе Клаића из Сплита. Иницијатор и главни финансијер изградње тог позоришта, као и каснијег трга, био је Бајамонти. Медуна му се чинила логичним избором јер су га он и његов брат обновили 1837. године за десет месеци, чувено венецијанско позориште Ла Фениче.
Медуна је за градску управу пројектовала и два бочна крила неоренесансних палата. Прво западно крило изграђено је од 1863. до 1867. Даљи Бајамонтијеви планови за проширење трга заустављени су 1880. јер је Земаљски савет у Задру распустио сплитску општину. Био је то резултат политичке борбе између аутономаша и народњака, коју је предводио Гајо Булат. Он је годинама противник Бајамонтијеве Далматинске задруге, указујући на њене сумњиве финансијске трансакције. После тога су били избори 1882. и победили су националисти, па је даља изградња источног крила потпуно заборављена. Једино што је урађено у том периоду је постављање камених стубова 1899. на јужној страни Мармонтове ливаде која је поплочана у доба Бајамонти.
Театро Бајамонти је изгорео заједно са кафаном и читаоницом 1881, зграда је нешто касније дограђена, али не у изворном облику и не са старом наменом. По новом пројекту је подељен, тако да се биоскоп налази у приземљу, а спрат је остављен за мање позориште у којем данас ради Градско позориште младих.
Западно крило је реновирано 1905. када су фасади додани цементни маскерони и фризови.

### 1909—1928.
Изградња источног крила Прокуратива према Мармонтовој улици, која је тргу дала данашњи облик, почела је 1909. и одвијала се у два периода, од 1909. до 1911. и од 1927. до 1928. године. Први део источног крила изградила је бечка грађевинска фирма Unionbaugesellschaft.